# Escinucleasa
L'escinucleasa, també anomenada excinucleasa, és un enzim format per diverses subunitats el mecanisme de les quals d'acció inclou la hidròlisi de dos enllaços fosfodièster sobre una mateixa cadena de l'ADN.
El prefix esci indica la seua funció, ja que participa en la reparació per escissió de nucleòtids, mecanisme de reparació de mutacions de la cèl·lula, que es porta a terme quan hi ha lesions en l'ADN que provoquen una distorsió en l'estructura de la doble hèlix. Es diferencia d'una endonucleasa clàssica que l'escinucleasa curta en dos llocs distints a banda i banda de la lesió. Aquest procés de reparació pot tenir lloc en foscor a diferència d'altres mecanismes de reparació com la fotorreactivació que solament ocorren en presència de llum.

## Investigacions
En Escherichia coli s'ha aïllat l'escinucleasa cridada UvrABC que està composta per tres subunitats: UvrA, UvrB i UvrC, productes dels gens uvrA, uvrB i uvrC. Un complex format per dos proteïnes UvrA i una UvrB (A2B) rastreja l'ADN fins a trobar la zona de la lesió i unir-se a ella. Posteriorment, el dímer UvrA es dissocia i tan solament queda UvrB unida l'ADN. A continuació, la proteïna UvrC s'acosta a la zona i s'uneix a UvrB activant-se l'activitat hidrolítica d'ambdues i portant a terme la seua acció de la següent manera: UvrB talla 4 o 5 nucleòtids cap al costat 3´ de la lesió mentre que UvrC curta 8 nucleòtids cap al costat 5´ de la lesió, generant-se, d'aquesta forma, un fragment de 12 o 13 nucleòtids que tindrà un grup hidroxil 3' i un fosfat 5' en els extrems. Ací acaba l'acció de la escinucleasa i el mètode de reparació continua amb la intervenció de l'enzim UvrD helicasa que separa el fragment recent tallat, i l'acció posterior dels enzims ADN polimerasa I i ADN ligasa que, respectivament, emplenarà el buit mitjançant nova síntesi i formarà l'últim enllaç fosfodièster.

## Escinucleases humanes
Encara que es coneix millor en bacteris, el procés probablement és universal. En eucariotes s'han trobat escinucleasas de fins a 16 subunitats que porten a terme també aquest doble cort d'enllaços fosfodièster en l'ADN a banda i banda d'una lesió. En cèl·lules humanes s'ha demostrat recentment l'existència d'una escinucleasa que talla en posicions 6 i 22 dels extrems 3´ i 5´, respectivament, d'una lesió generant un fragment d'entre 27 i 29 nucleòtids, més llarg que el de bacteris. En el cas d'humans i altres eucariotes el buit serà emplenat per la polimerasa ε i finalment la ligasa segellarà l'últim enllaç.

## Patologies associades
La reparació per escissió repara diferents tipus de mutacions en l'ADN i fallades en aquest mecanisme de reparació poden implicar l'aparició de malalties importants. La reparació per escissió en humans es va detectar per primera vegada en estudis d'una malaltia genètica rara dita Xeroderma pigmentosum. Aquesta malaltia és causada per un dèficit en una o diversos enzims de la ruta de reparació per escissió. Els individus que la pateixen tenen una sensibilitat extrema a la llum solar i una incidència altíssima de càncer de pell. Això és degut al fet que la llum ultraviolada, que rebem en la radiació solar, provoca mutacions en l'ADN (dímers de timines, principalment) que aquests individus no aconsegueixen reparar de forma adequada, el que els provoca els trastorns típics de la malaltia.